# 島根県道・山口県道124号津和野須佐線
島根県道・山口県道124号津和野須佐線（しまねけんどう・やまぐちけんどう124ごう つわのすさせん）は、島根県鹿足郡津和野町から山口県萩市に至る一般県道である。

## 概要
島根県鹿足郡津和野町池村から山口県萩市大字弥富上に至る。

### 路線データ
- 起点：島根県鹿足郡津和野町池村（国道9号交点）
- 終点：山口県萩市大字弥富上（国道315号交点）

## 歴史
- 1958年（昭和33年）
  - 6月13日 - 島根県告示第525号により島根県で路線認定
  - 10月1日 - 山口県告示第644号の2により山口県で路線認定。
- 1972年（昭和47年）頃 - 現行の県道番号に変更される。
- 2005年（平成17年）
  - 3月6日  - 山口県阿武郡須佐町が萩市に移行したことにより終点の地名が変更される（阿武郡須佐町弥富上→萩市弥富上）。
  - 9月25日 - 島根県鹿足郡日原町が鹿足郡津和野町に移行したことにより起点の地名が変更される（鹿足郡日原町池村→鹿足郡津和野町池村）。

## 路線状況

### 重複区間
- 島根県道・山口県道17号津和野田万川線（島根県鹿足郡津和野町長福 - 鹿足郡津和野町山下）
- 島根県道・山口県道14号益田阿武線（山口県萩市大字弥富下）

### 道路施設

#### トンネル
- 島根県
  - 砥石隧道：延長262 m、1937年（昭和12年）竣工、鹿足郡津和野町

## 地理

### 通過する自治体
- 島根県
  - 鹿足郡津和野町
- 山口県
  - 萩市

### 交差する道路
| 交差する道路                                      | 都道府県名 | 市町村名 | 市町村名 | 交差する場所 | 交差する場所 |
| ------------------------------------------------- | ---------- | -------- | -------- | ------------ | ------------ |
| 国道9号 国道187号 重複                            | 島根県     | 鹿足郡   | 津和野町 | 池村         | 起点         |
| 島根県道・山口県道17号津和野田万川線 重複区間起点 | 島根県     | 鹿足郡   | 津和野町 | 長福         |              |
| 島根県道・山口県道17号津和野田万川線 重複区間終点 | 島根県     | 鹿足郡   | 津和野町 | 山下         |              |
| 山口県道306号弥富小川線                           | 山口県     | 萩市     | 萩市     | 大字弥富下   |              |
| 島根県道・山口県道14号益田阿武線 重複区間起点     | 山口県     | 萩市     | 萩市     | 大字弥富下   |              |
| 島根県道・山口県道14号益田阿武線 重複区間終点     | 山口県     | 萩市     | 萩市     | 大字弥富下   |              |
| 国道315号 山口県道10号山口福栄須佐線 重複         | 山口県     | 萩市     | 萩市     | 大字弥富上   | 終点         |

### 沿線
- 道の駅シルクウェイにちはら（起点付近）
- 津和野町立木部小学校
- 萩市立鈴野川小学校
- 弥富郵便局
- 萩市役所弥富支所
- 萩市立弥富小学校